# Heinz Schuster (Theologe)
Heinz Schuster (* 12. Mai 1930 in Rübenach, heute zu Koblenz; † 17. September 1986 in Saarbrücken) war ein deutscher römisch-katholischer Theologe und Hochschulprofessor.

## Leben und Werk
Heinz Schuster studierte in Innsbruck, Trier und Bonn Philosophie und Theologie und wurde 1955 zum Priester geweiht. Im Jahr 1962 folgte mit Die praktische Theologie als wissenschaftliche theologische Lehre über den je jetzt aufgegebenen Vollzug der Kirche die Promotion. Von 1967 bis 1987 lehrte er als Professor für katholische Theologie an und Religionspädagogik an der Pädagogischen Hochschule Saarbrücken und zusätzlich ab 1978 als Professor für Praktische Theologie an der Universität des Saarlandes. Wie u. a. Karl Lehmann, Johann Baptist Metz oder Herbert Vorgrimler war auch Schuster ein Schüler und Assistent Karl Rahners.
Zum ersten evangelisch-katholischen Kirchentag vom 3. bis 5. Juni 1971 in Augsburg (Ökumenische Pfingsttreffen) überraschte er mit Karl-Heinz Ohlig, einem weiteren Saarbrücker Theologieprofessor, mit der These, dass es keinen Glaubensgrund für die Trennung in Protestanten und Katholiken gebe. In dem Werk Blockiert das katholische Dogma die Einheit der Kirchen?, welches Schuster und Ohlig ohne theologisches Imprimatur veröffentlicht haben, halten sie die Unterschiede zwischen evangelischer und katholischer Kirche, die „noch nicht einmal Pfarrer und Religionslehrer“ sachgerecht erklären könnten, für „weitgehend gegenstandslos“.
Von 1962 bis 1986 gehörte Schuster dem Rundfunkrat und dem Programmbeirat des Saarländischen Rundfunks an. Im Mai 1972 wurde Schuster auf Betreiben von Franz Mai, Intendant des Saarländischen Rundfunks und ehemaliger persönlicher Referent Konrad Adenauers, vom katholischen Episkopat als Rundfunkbeauftragter zwischenzeitlich seines Amtes enthoben, da er „CDU-kritische Äußerungen von Glaubensbrüdern nicht verhindert“ habe.
Er war 1968 Mitbegründer und bis zu seinem Tod Mitherausgeber der Zeitschrift Imprimatur.

## Veröffentlichungen (Auswahl)
- Gott – dich suche ich. Gebete eines kritischen Realisten, hrsg. von Karl-Heinz Ohlig, Herder, Freiburg im Breisgau, 1988.
- Die Praktische Theologie unter dem Anspruch der Sache Jesu. In: Ferdinand Klostermann, Rolf Zerfaß (Hrsg.): Praktische Theologie heute. München/Mainz 1974, S. 150–163.
- Leben des Christen in der Welt. Grünewald, Mainz 1973.
- mit Karl-Heinz Ohlig: Blockiert das katholische Dogma die Einheit der Kirchen? Patmos, Düsseldorf 1971.
- Die Geschichte der Pastoraltheologie. In: Franz Xaver Arnold, Karl Rahner, Viktor Schurr, Leonhard M. Weber (Hrsg.): Handbuch der Pastoraltheologie. Praktische Theologie der Kirche in ihrer Gegenwart. Band I. Freiburg [u. a.]. 1964, S. 40–92.